# Massimo Ungaro
Massimo Ungaro (Roma, 14 maggio 1987) è un politico italiano, deputato eletto con il Partito Democratico alle elezioni politiche del 2018, per poi passare nel 2019 ad Italia Viva di Matteo Renzi.

## Biografia
Nato a Roma, si trasferisce a Londra nel 2005.
Nel 2007 è co-fondatore del circolo del Partito Democratico (PD) a Londra, di cui diviene presidente nel 2014, e segretario nel 2017. Ungaro si pone l'obiettivo di tutelare i diritti degli italiani residenti nel Regno Unito.
Nel 2008 si laurea in relazioni internazionali e dal 2009 lavoro come analista finanziario.
In vista delle elezioni politiche del 2018, viene candidato per la Camera dei deputati nella circoscrizione estero ripartizione Europa, per la coalizione di centro-sinistra in quota PD, e viene eletto.
In vista delle elezioni primarie del PD del 2019 sostiene la mozione del segretario uscente Maurizio Martina, ex ministro delle politiche agricole nei governi Renzi e Gentiloni e rappresentante l'area "filo-renziana" del partito, che risulterà perdente arrivando secondo con il 22% dei voti dietro a Nicola Zingaretti.
A seguito della scissione da parte del gruppo dei parlamentari renziani del PD, nel settembre 2019 Ungaro passa ad Italia Viva.
Nel 2022 è capolista alla Camera nella circoscrizione estero - Europa per la lista Azione - Italia Viva di Matteo Renzi e Carlo Calenda, ma non viene rieletto.